# Stanisław Dubelski
Stanisław Dubelski (ur. 1863 w Tarnopolu, zm. 6 marca 1935) – nauczyciel, harcerz.
Przed I wojną światową był nauczycielem gimnastyki w Wyższej Szkole Realnej w Tarnowie, a równocześnie pełnił społeczną funkcję naczelnika II Okręgu Sokolego w Tarnowie. Zainteresowany nowym systemem wychowania w Anglii, przyczynił się do powstania skautingu w Tarnowie. Został też pierwszym komendantem skautowym w Tarnowie po legalizacji przez Andrzeja Małkowskiego samorzutnie powstałego ruchu. Funkcję tę pełnił w latach 1911-1914. W 1913 roku wziął udział w skautowym jamboree w Birmingham w Anglii. W okresie międzywojennym uczył w Seminariach Nauczycielskich Żeńskich w Radomiu i Ostrowcu Świętokrzyskim.